# Мейсон Кук
Мейсон Кук (англ. Mason Cook; нар. 25 червня 2000, Оклахома-Сіті, Оклахома, США) — американський актор. Відомий за роллю Сесіла Вілсона у фільмі «Діти шпигунів 4D» (2011). З 2016 по 2019 грав роль Рея Дімео в комедійному серіалі «Просто немає слів».

## Фільмографія
| Рік       |   | Українська назва                   | Оригінальна назва                   | Роль                  |
| --------- | - | ---------------------------------- | ----------------------------------- | --------------------- |
| 2009      | с | Анатомія Грей                      | Grey's Anatomy                      | Кейсі                 |
| 2009—2013 | с | Середина                           | The Middle                          | Корі                  |
| 2010      | с | Виховуючи Хоуп                     | Raising Hope                        | 8-річний Джиммі Ченс  |
| 2011      | с |                                    | The Indestructible Jimmy Brown      | Едді Бакстер          |
| 2011      | ф | Діти шпигунів 4D                   | Spy Kids: All the Time in the World | Сесіл Вілсон          |
| 2011      | с | Криміналісти: мислити як злочинець | Criminal Minds                      | Боббі Сміт            |
| 2011      | с | Вікторія-переможниця               | Victorious                          | Гаррі                 |
| 2012      | ф |                                    | Treasure Buddies                    | Піт Ховард            |
| 2012      | ф |                                    | Wyatt Earp's Revenge                | молодий Конрад        |
| 2012      | с | Шоу Клівленда                      | The Cleveland Show                  | Мексиканський хлопчик |
| 2012      | с |                                    | Mockingbird Lane                    | Едді Мюнстер          |
| 2012      | с | Відчайдушні домогосподарки         | Desperate Housewives                | Джаспер Зеллер        |
| 2013      | ф | Неймовірний Берт Вандерстоун       | The Incredible Burt Wonderstone     | молодий Берт          |
| 2013      | ф | Самотній Рейнджер                  | The Lone Ranger                     | Вілл                  |
| 2014      | с | Легенди                            | Legends                             | Ейден Одум            |
| 2014      | с | Новенька                           | New Girl                            | Томмі                 |
| 2014—2016 | с | Ґолдберги                          | The Goldbergs                       | Тайлер Стенсфілд      |
| 2014      | с | Р. Л. Стайн: Час привидів          | The Haunting Hour: The Series       | Бо                    |
| 2015      | ф |                                    | If There Be Thorns                  | Барт Шеффілд          |
| 2015      | с | Стівен Юніверс                     | Steven Universe                     | молодий Ларс          |
| 2015      | с | Грімм                              | Grimm                               | Пітер                 |
| 2016—2019 | с | Просто немає слів                  | Speechless                          | Рей Дімео             |